# حقن شرجي جاف
هو أسلوب بديل لتنظيف شرج الإنسان، لأسباب متعلقة بالصحة عامة أو بالصحة الجنسية على الأخص أو بالنظافة الشخصية. يتم ذلك بحقن كمية صغيرة من مزلق مُعقَم في فتحة الشرج، فيُحدِث حركة في الأمعاء بشكلٍ أسرع وبعنفٍ أقل مقارنة ًبما يُحدثه تناول مُليّن من خلال الفم. وتم وصفه بـ «الجاف» تمييزًا له عن الحقن الشرجية الرطبة التي يدخل في محتوياتها الماء.

## تقنيات

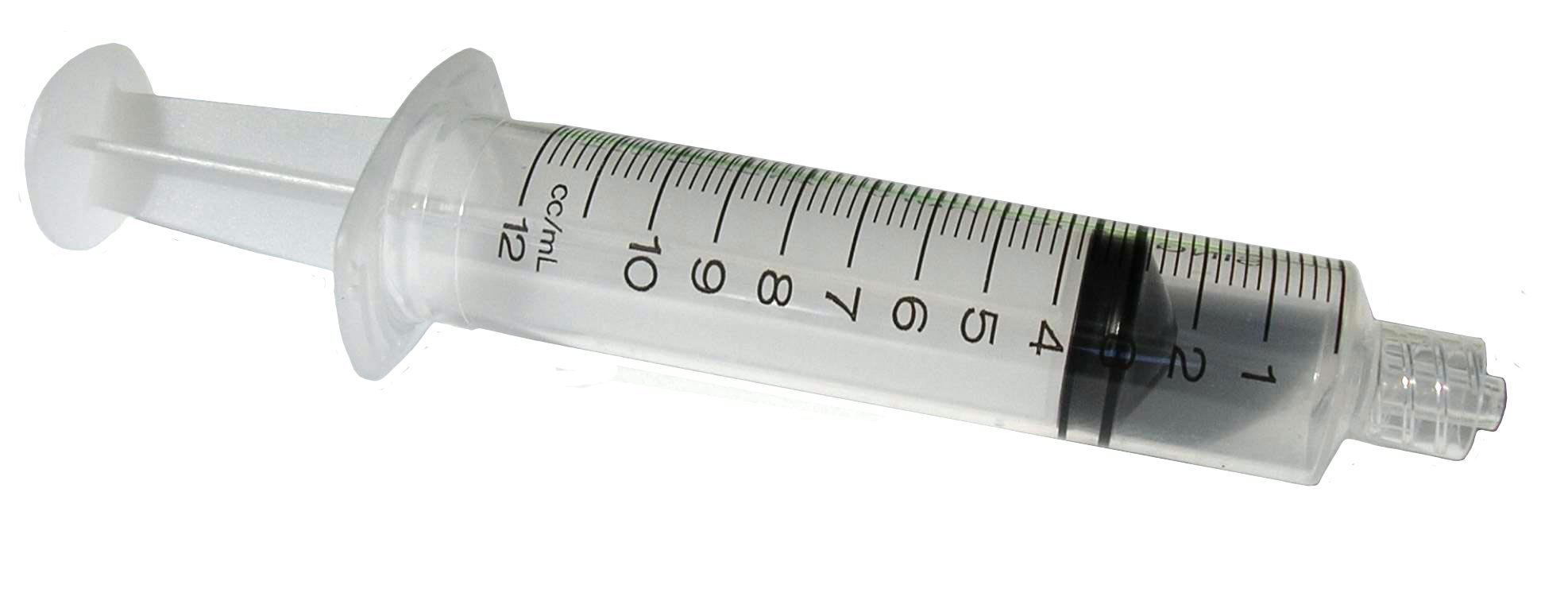
حقنة تيرومو سعة 10 مل

### اللبوس (تحميلة الجلسرين)
يتمثل الشكل الأوّلي للحقن الجافة في لبوس الجلسرين غير المُعالج طبيًا. ونظرًا لصلابة الجلسرين-الضرورية لإدخاله للجسم- فإنه يجب يذوب بفعل حرارة الجسم ولا يُحدِث مفعوله قبل مرور ما يصل إلى ساعة. عادة ما يهيج الجلسرين المرطب الأغشية الحساسة للمستقيم والشرج مسببًا إخراج اللبوس دون أي تأثير له كمُليّن.

### حُقن التزليق
حُقن التزليق هي الشكل الأسرع من الحقنة الشرجية الجافة وتستخدم في حقن كمية صغيرة من زيوت التزليق التي تعتمد على الماء مثل هلام كيه واي، في المستقيم عبر محقنة لا تؤخذ تحت الجلد، مثل حقنة عن طريق الفم، أو مصدر آخر. لذا، نظرًا لأن الجليسرين نفسه يعتبر منتج فعال لحدوث الانقباض العضلي المراد لعضلات القولون، فمن الأسهل - ويسهل التحكم فيه - حقن 5-10 سم مكعب من الجلسرين مباشرة في المستقيم. المحاقن المتخصصة متاحة لهذا الغرض ولكن يصعب العثور عليها. فالبديل هو استخدام منفث حقنة شرجية لها طرف سحب متوافق مع محقنة قياسية تؤخذ تحت الجلد. مما يسمح بالحقن الفوري لـ 5-10سم. ومن المتوقع تحقيق النتائج المطلوبة في 2-4 دقائق. بديل آخر هو استخدام حقنة طبيعية 5 أو 10 تدخل مباشرة في فتحة الشرج. ويجب القيام بذلك بعناية لتجنب خدش فتحة الشرج. يجب تزليق الفتحة باستخدام كريم السوربولين أو أي مواد تزليق مائية. يجب استخدام محقنة فقط مع قسيمة لور، وليس طرف القفل لور (طرف محقن مصمم لوضع إبرة لولبية). يتم تنفيذ الإيلاج بشكل أفضل إذا قام به المريض وذلك للقضاء على أي ألم. ويجب تشجيع المريض على الانتظار لمدة 15 دقيقة على الأقل حتى يصل التمعج إلى أقصى طول المستقيم، لكن الكثير منهم سيجدون هذا مستحيلًا ولذلك يجب تطبيق هذا العلاج فقط عندما تكون المرافق في مكان قريب.
وتكون الكمية المعتادة من زيوت التزليق المستخدمة هي بمقدار معلقتين شاي (أي 10 سم مكعب)، والتي سينتج عنها تبرز خلال 30 دقيقة أو أقل. وسيحدث التبرز في كتلة مكتنزة، وليس في شكل سائل أكثر وفرة كما يحدث عند الحقن بحقنة شرجية رطبة؛ وبما أنه لا يتم استخدام المياه، فلن يتم الاحتفاظ بأي منها في أعلى القولون، ليتم طرده في وقت لاحق، وربما في وقت غير ملائم.
ومن المزايا الأخرى لهذه التقنية للصحة الجنسية أن أي آثار طفيفة متبقية من البراز سوف تلتصق - بسبب وجود مواد التشحيم - بجدار المستقيم فضلاً عن أي جسم غريب قد يتم إدخاله لاحقًا.